# Крейсберг, Исаак Миронович
Исаа́к Миро́нович Кре́йсберг (7 марта 1898, Киев, Российская империя — 16 января 1919, Полтава, УНР) — революционер, большевик, борец за установление советской власти на Украине.

## Биография
Родился в Киеве в бедной еврейской семье. Закончил 4-классное училище Бродского. С 1913 года вел революционную деятельность в Минске, Двинске, Киеве, организовал социал-демократический кружок и был избран его секретарем. В 1915 году был арестован, но по несовершеннолетию вместо каторги был сдан в арестантские роты.
После Февральской революции 1917 года амнистирован, вернулся в Киев и был избран секретарем Киевского комитета РСДРП, член большевистской фракции Киевского Совета. Народный комиссар финансов первого Советского правительства Украины. Входил в состав Киевского ревкома в октябре 1917 и январе 1918 года, принимал участие в вооруженном восстании в Киеве, неоднократно арестован. В 1918 один из организаторов созыва Первого съезда КП(б)У. На Первом и Втором съездах избирался членом ЦК КП(б)У. В 1918 году участвовал в организации большевистского подполья в Одессе и подготовке вооруженного восстания в Харькове и Екатеринославе.
Участвовал в работе Полтавского губернского крестьянского съезда. В январе 1919 года в Полтаве был опознан приверженцами Директории, схвачен и расстрелян.

## Декоммунизация на Украине
В октябре 2015 г. Исаак Крейсберг включён в Список лиц, подпадающих под закон о декоммунизации.
- Одна из площадей Полтавы, где было найдено тело Крейсберга, в 1919 году была названа в его честь.
- Улица Исаакяна (прежнее название — Фабричная улица) в Киеве в 1919-1944 годах имела название улица Крейсберга[2]